# Elliott Gould
Elliott Goldstein, conocido como Elliott Gould (Brooklyn, Nueva York; 29 de agosto de 1938), es un actor estadounidense nominado en 1969 al premio Óscar al mejor actor de reparto por la película Bob & Carol & Ted & Alice. Se hizo conocido en la década de 1970 al protagonizar varias películas de Hollywood como M*A*S*H (1970).

## Primeros años
Gould nació y fue registrado como Elliott Goldstein en Brooklyn, Nueva York. Es nieto de inmigrantes judíos de Europa Oriental.
Su madre, Lucille Raver, vendía flores artificiales en tiendas de recuerdos, y su padre, Bernard Goldstein, trabajaba en el negocio de la ropa (en el Garment District de Manhattan).
Se graduó en la Escuela Profesional para Niños.

## Carrera
Gould se convirtió en uno de los actores más prominentes de Estados Unidos cuando a principio de los años setenta representó a Trapper John McIntyre en la película satírica M*A*S*H (1970), de Robert Altman. En 1970, la revista Time lo puso en la portada de uno de sus números.

Tuvo un papel de invitado recurrente en la sitcom Friends como Jack Geller, el padre de Monica y Ross Geller.

## Vida personal
Gould ha dicho que tiene una «identidad profundamente judía».
Ha estado casado tres veces (dos de ellas con la misma mujer):
- Barbra Streisand (1963-1971) (divorciados); tuvieron un hijo, el actor Jason Gould
- Jennifer Bogart (1973-1976) (divorciados); tuvieron dos hijos
- Jennifer Bogart (1978-1989) (separados)

## Filmografía
- 1964 Once Upon a Mattress: Jester
- 1964 The Confession: el mudo
- 1968 The Night They Raided Minsky's: Billy Minsky
- 1969 Bob & Carol & Ted & Alice: Ted
- 1970 Move: Hiram Jaffe
- 1970 Airport: (no acreditado): voz
- 1970 I Love My Wife: Richard Burrows
- 1970 Getting Straight: Harry Bailey
- 1970 M*A*S*H: Trapper John McIntyre
- 1971 The Touch: David Kovac
- 1971 Little Murders: Alfred Chamberlain
- 1972 The Special London Bridge Special: villano
- 1973 Who?: Sean Rogers
- 1973 The Long Goodbye: Philip Marlowe
- 1974 California Split: Charlie Waters
- 1974 Busting: vicedetective Michael Keneely
- 1974 S*P*Y*S: Griff
- 1975 Mean Johnny Barrows: el profesor
- 1975 Nashville: él mismo
- 1975 Whiffs: Dudley Frapper
- 1976 I Will, I Will for Now: Les Bingham
- 1976 Harry y Walter van a Nueva York (Harry and Walter Go to New York), de Mark Rydell
- 1977 A Bridge Too Far: Coronel Robert Stout
- 1978 Matilda: Bernie Bonnelli
- 1978 The Silent Partner: Miles Cullen
- 1978 Capricorn One: Robert Caulfield
- 1979 Evasión en Atenea (Escape to Athena): Charlie Dane
- 1979 The Lady Vanishes: Robert Condon
- 1979 The Muppet Movie: Beauty Contest Compere
- 1980 Falling in Love Again: Harry Lewis
- 1980 Saturday Night Live: jurado / presentador / él mismo (8 episodios, 1975-1980)
- 1980 The Last Flight of Noah's Ark: Noah Dugan
- 1981 The Devil and Max Devlin: Max Devlin
- 1981 Dirty Tricks: Prof. Colin Chandler
- 1982 The Rules of Marriage
- 1983 Faerie Tale Theatre: El gigante (1 episodio, "Jack and the Beanstalk")
- 1983 Emergency Room: Dr. Howard Sheinfeld
- 1984 The Muppets Take Manhattan: policía en Pete's
- 1984 The Naked Face: Angeli
- 1984 Over the Brooklyn Bridge: Alby Sherman
- 1984 Terror in the Aisles: metraje de archivo
- 1985 George Burns Comedy Week: (1 episodio, "The Mission")
- 1986 Vanishing Act: Teniente Rudameyer
- 1986 The Twilight Zone: Harry Folger (1 episodio, "The Misfortune Cookie")
- 1986 The Myth
- 1986 Tall Tales and Legends: Casey (1 episodio, "Casey at the Bat")
- 1987 Dangerous Love: Rick
- 1987 Lethal Obsession: Serge Gart
- 1987 Conspiracy: The Trial of the Chicago 8: Leonard Weinglass
- 1987 Frogs: Bill Anderson
- 1987 The Telephone: Rodney
- 1987 Inside Out: Jimmy Morgan
- 1988 Act of Betrayal: Callaghan
- 1988 Paul Reiser: Out on a Whim
- 1989 Murder, She Wrote: Teniente J. T. Hanna (1 episodio)
- 1989 Judgement: Juez Callow
- 1989 The Night Visitor: Ron Devereaux
- 1989 The Big Picture: Lawyer
- 1990 Stolen: One Husband: Martin Slade
- 1990 The Lemon Sisters: Fred Frank
- 1991 Dead Men Don't Die: Barry Barron
- 1991 Bugsy: Harry Greenberg
- 1992 Somebody's Daughter: Hindeman
- 1992 The Player: él mismo
- 1992 Wet and Wild Summer!: Mike McCain
- 1992 Beyond Justice: Lawyer
- 1993 Bloodlines: Murder in the Family: Stewart Woodman
- 1993 Amore!: George Levine
- 1993 Hoffman's Hunger: Felix Hoffman
- 1994 Naked Gun 33⅓: The Final Insult: él mismo
- 1994 The Glass Shield: Greenspan
- 1994 The Dangerous: Levine
- 1994 Bleeding Hearts: Mr. Baum
- 1995 A Boy Called Hate: Richard
- 1995 P.C.H: Randy's Father
- 1995 Cybill: sí mismo
- 1995 Cover Me: capitán Richards
- 1995 Kicking and Screaming: padre de Grover
- 1995 The Feminine Touch: Kahn
- 1996 Busted: presentador del programa
- 1997 Inside Out: padre de Aaron
- 1997 City of Industry: gánster
- 1997 Camp Stories: Older David Katz
- 1997 Hotel Shanghai: Hutchinson
- 1998 Michael Kael vs. the World News Company: Coogan
- 1998 The Big Hit: Morton Shulman
- 1998 Getting Personal: Jack Kacmarczyk
- 1998 American History X: Murray
- 1999 Mentors: Albert Einstein (1 episodio, "The Genius")
- 2000 Picking Up the Pieces: Padre LaCage
- 2000 Boys Life 3: padre de Aaron (segment Inside Out)
- 2000 Playing Mona Lisa: Bernie Goldstein
- 2001 Ocean's Eleven: Reuben Tishkoff
- 2001 The Experience Box: Dr. Keith Huber
- 2002 Puckoon: Dr. Goldstein
- 2002 Neko no Ongaeshi: voz británica
- 2003 Friends: Jack Geller (20 episodios, 1994-2003)
- 2004 From Wharf Rats to Lords of the Docks: narrador
- 2004 Ocean's Twelve: Reuben Tishkoff
- 2004 Bad Apple: Buddha Stanzione
- 2005 Agatha Christie's Poirot: Rufus Van Aldin (1 episodio)
- 2006 Open Window: John
- 2006 Masters of Horror episodio «The Screwfly Solution»: Barney
- 2007 Saving Sarah Cain: Bill
- 2007 Ocean's Thirteen: Reuben Tishkoff
- 2007 The Ten Commandments: Dios (voz)
- 2007 WordGirl: The Masked Meat Marauder (voz)
- 2008 The Deal: rabino Seth Gutterman
- 2008 Noah's Ark: The New Beginning: Dios (voz)
- 2008 Little Hercules in 3-D: Sócrates
- 2008 The Caller
- 2009 Morning (en producción)
- 2010 Expecting Mary: Horace Weitzel
- 2010 Uncorked: Paul Browning
- 2011 Contagion: Dr. Ian Sussman
- 2011 The Cape (TV): Samuel
- 2012 Ruby Sparks: Dr. Rosenthal
- 2012 Dorfman: Burt Dorfman
- 2012 Switchmas: Sam Finkelstein
- 2013 Ray Donovan: Ezra Goldman
- 2014 Sensitive Skin
- 2020 Dangerous Lies

## Premios y distinciones
Premios Óscar
| Año  | Categoría              | Película                  | Resultado |
| ---- | ---------------------- | ------------------------- | --------- |
| 1969 | Mejor actor de reparto | Bob & Carol & Ted & Alice | Nominado  |